# Spoorlijn Hohenbudberg - Baerl
De spoorlijn Hohenbudberg - Baerl was een Duitse spoorlijn in de deelstaat Noordrijn-Westfalen. De lijn was als DB 2333 onder beheer van DB Netz.

## Geschiedenis
De spoorlijn werd geopend op 1 oktober 1912 en heeft uitsluitend dienstgedaan voor goederenverkeer. Op 25 augustus 1969 is de lijn gesloten en vervolgens opgebroken, met uitzondering van het eerste gedeelte waar tegenwoordig de DB 2340 op de bedding ligt.

## Aansluitingen
In de volgende plaatsen is of was er een aansluiting op de volgende spoorlijnen:
Hohenbudberg
DB 2340, spoorlijn tussen de aansluiting Mühlenberg en Trompet
DB 2504, spoorlijn tussen de aansluiting Lohbruch en Rheinhausen
aansluiting Oestrum
DB 2330, spoorlijn tussen Rheinhausen en Kleef
Baerl
DB 2331, spoorlijn tussen Moers Meerbeck en Oberhausen Walzwerk